# Nicole Banecki
Nicole Banecki (Berlín, 3 de septiembre de 1988) es una futbolista alemana de origen camerunés que juega como delantera en el Bayer 04 Leverkusen de la Bundesliga Femenina.

## Trayectoria
Banecki comenzó en el Tennis Borussia Berlin, un Segunda. En 2006 se estrenó en la Bundesliga con el Bayern Munich, en el que pasó 6 temporadas. En 2008, tras destacar en el Mundial sub-20, debutó con la selección alemana, sustituyendo en la Copa de Algarve a Anja Mittag, lesionada.
Jugó la 2012-13 en el Duisburgo, y la 2013-14 en el Kriens suizo. Regresó a la Bundesliga en 2014, en el Friburgo.

## Miscelánea
Su hermana gemela Sylvie también es futbolista. Jugaron juntas en el Bayern.